# Сольчинский, Марек
Марек Сольчинский (пол. Marek Solczyński; род. 7 апреля, 1961, Ставишин, Польская Народная Республика) — польский прелат и ватиканский дипломат. Титулярный архиепископ Кесарии Мавританской с 26 ноября 2011. Апостольский нунций в Грузии с 26 ноября 2011 по 25 апреля 2017. Апостольский нунций в Армении с 15 декабря 2011 по 25 апреля 2017. Апостольский нунций в Азербайджане с 14 апреля 2012 по 25 апреля 2017. Апостольский нунций в Танзании с 25 апреля 2017 по 2 февраля 2022. Апостольский нунций в Турции со 2 февраля 2022. Апостольский нунций в Азербайджане с 15 февраля 2022. Апостольский нунций в Туркменистане с 8 сентября 2022. 

## Биография
28 мая 1987 года рукоположен в священники в Варшаве (Польша).
Имеет высшее образование в области канонического права.
С 1 апреля 1993 года находится на дипломатической службе Святого Престола и последовательно служил дипломатических представительствах в Парагвае, России, в ООН в Нью-Йорке, Турции, Чехии и Испании.
Со 2 мая 1994 года — Капеллан Его Святейшества, а с 30 июня 2004 года — Почётный прелат Его Святейшества.
С 26 ноября 2011 года — апостольский нунций в Грузии и титулярный архиепископ Кесарии Мавританской. С 15 декабря 2011 года — апостольский нунций в Армении. 6 января 2012 года в Соборе Святого Петра в Риме папой Бенедиктом XVI рукоположен в епископы. С 14 апреля 2012 года апостольский нунций в Азербайджане.
Владеет французским, английским, испанским и русском языках.
С 25 апреля 2017 года — Апостольский нунций в Танзании.
Со 2 февраля 2022 года — Апостольский нунций в Турции.
15 февраля 2022 года повторно назначен апостольским нунцием в Азербайджане.
8 сентября 2022 года назначен апостольским нунцием в Турменистане.